# Z daleka widok jest piękny
Z daleka widok jest piękny – polski film z 2012 roku w reżyserii Wilhelma Sasnala i Anny Sasnal. Zdjęcia do filmu trwały od 22 czerwca do 11 lipca 2010 roku.

## Fabuła
Główny bohater - Paweł, mieszkający ze schorowaną matką zbiera złom. Gdy wywiezie matkę do domu starców, zyska dom, w którym zamierza rozpocząć nowe życie z narzeczoną. Jednak pewnego dnia Paweł nie pojawia się w domu. Z jego opuszczonego domostwa sąsiedzi zaczynają kraść różne rzeczy - najpierw potajemnie, nocą, następnie coraz bardziej otwarcie, traktując resztki dobytku głównego bohatera jak niczyją, bo pozostawioną bez opieki własność.

## Obsada
- Marcin Czarnik jako Paweł Muraw
- Agnieszka Podsiadlik jako dziewczyna
- Piotr Nowak jako Mirek Kotlarz
- Elżbieta Okupska jako matka Muraw
- Jerzy Łapiński jako dziadek Kotlarz
- Hanna Chojnacka jako Posłańcowa
- Michał Pietrzak jako Posłaniec
- Oskar Karaś jako Szymek Posłaniec
- Beata Zygarlicka jako Jachymowa
- Waldemar Czyszak jako Jachym
- Dawid Wolski jako Piotrek Jachym